# ItaliaMeteo
Die Agenzia nazionale per la meteorologia e climatologia «ItaliaMeteo» (deutsch: „Nationale Agentur für Meteorologie und Klimatologie“) ist der im Aufbau befindliche nationale zivile Wetterdienst Italiens. Die kleine, seit 2022 aktive Agentur hat ihren Sitz in Bologna. Sie steht an der Spitze eines nationalen Netzwerks, dem die seit den 1990er Jahren bestehenden Wetterdienste der italienischen Regionen angehören, darunter der Landeswetterdienst Südtirols, sowie einige besondere staatliche Einrichtungen und private Organisationen, die sich (auch) mit der Klimatologie befassen.
Bis zur Errichtung von ItaliaMeteo war der weiter bestehende Wetterdienst der italienischen Luftwaffe (MeteoAM) der nationale meteorologische Dienst Italiens. Mit diesem militärischen Wetterdienst unterhält ItaliaMeteo weiterhin eine enge Kooperation.

## Aufgaben und Organisation

### Steuerungsgremium
Beim Amt des Ministerpräsidenten in Rom ist ein Steuerungsgremium (Comitato d’indirizzo per la meteorologia e la climatologia) angesiedelt. Es besteht aus 13 Experten, von denen sechs von der Staat-Regionen-Konferenz ernannt werden, sechs weitere von Ministerien der italienischen Regierung und einer vom nationalen Zivilschutzamt. Dieses Steuerungsgremium vertritt das Netzwerk der italienischen Wetterdienste auf internationaler Ebene, insbesondere beim Europäischen Zentrum für mittelfristige Wettervorhersage im britischen Reading, dessen Hochleistungsrechenzentrum sich ebenfalls in Bologna befindet. In Italien beaufsichtigt das Gremium die Anbieter meteorologischer Dienstleistungen, insbesondere das genannte Netzwerk mit ItaliaMeteo an dessen Spitze, und definiert grundlegende Richtlinien und Standards für deren Tätigkeit.

### ItaliaMeteo
ItaliaMeteo ist eine rechtsfähige Körperschaft des öffentlichen Rechts mit organisatorischer, administrativer und finanzieller Autonomie. Sie unterliegt in wissenschaftlicher und operativer Hinsicht der Aufsicht des genannten Steuerungsgremiums beim Amt des Ministerpräsidenten und in administrativer und finanzieller Hinsicht der Aufsicht des Ministeriums für Universitäten und Forschung, das den Haushalt der Agentur finanziert. Die Leitungsorgane von ItaliaMeteo bestehen aus dem Direktor, der auf Vorschlag des Ministerpräsidenten nach entsprechendem Kabinettsbeschluss vom Staatspräsidenten für eine einmalige Amtszeit von drei Jahren ernannt wird, aus dem Vorstand, der aus dem vorsitzenden Direktor und vier Abteilungsdirektoren besteht, und aus einem kleinen Rechnungsprüfungsgremium, dessen externe Mitglieder vom Ministerpräsidenten und vom Finanzminister auf maximal sechs Jahre ernannt werden. Der Direktor kann einen sechsköpfigen wissenschaftlichen Beirat einrichten. Der Arbeitsbereich ist im Wesentlichen in vier kleine Abteilungen gegliedert, zuständig für Meteorologie und Klimatologie, für die technische Infrastruktur, für Forschung und Entwicklung sowie für Verwaltungsangelegenheiten, Personal und Fortbildung.

### Netzwerk
ItaliaMeteo hat zwar grundsätzlich die Rolle eines nationalen Wetterdienstes und ist auch entsprechend tätig, die Agentur könnte jedoch ohne das Netzwerk regionaler und spezialisierter Wetterdienste ihre Aufgaben nicht erfüllen. Damit die Zusammenarbeit in diesem Netzwerk funktioniert, legt ItaliaMeteo in Zusammenarbeit mit den anderen Wetterdiensten einheitliche Standards fest, von der Infrastruktur und der Datenerhebung über den Datenaustausch bis hin zur Veröffentlichung von Wettervorhersagen. Im Netzwerk fungiert ItaliaMeteo als zentraler unterstützender Dienstleister, als Koordinierungszentrum und Informationsdrehkreuz, als nationales Klimaarchiv sowie als Ansprechpartner auf internationaler Ebene. Ansonsten agiert ItaliaMeteo im Netzwerk wie jeder andere Wetterdienst, jedoch unter besonderer Berücksichtigung landesweiter Aspekte und von unterversorgten Gebieten sowie der Bedürfnisse der Streitkräfte, des Zivilschutzes, des Gesundheitswesens, des Umweltschutzes, der Landwirtschaft und der Schifffahrt. Die Aufnahme von öffentlichen oder privaten Wetterdienstleistern in das von ItaliaMeteo angeführte Netzwerk erfolgt durch freie Konventionen.
Gründungsmitglieder des Netzwerks sind die Wetterdienste der 20 Regionen Italiens. In Trentino-Südtirol gibt es keinen regionalen Wetterdienst; die beiden autonomen Provinzen Bozen und Trient haben jeweils eigene Dienste. Die Region Abruzzen ist über eine bei der Universität L’Aquila gegründeten Forschungseinrichtung namens CETEMPS vertreten, die Region Latium über ihr Zivilschutzamt und eine landwirtschaftliche Forschungseinrichtung. Ansonsten sind die regionalen Wetterdienste meist bei den dortigen Umweltschutzämtern (ARPA) angesiedelt. Weitere Gründungsmitglieder sind das Amt des Ministerpräsidenten, das Verteidigungsministerium mit den Streitkräften, der Nationale Forschungsrat CNR und die nationale Umweltschutzbehörde ISPRA sowie zwei Forschungsstiftungen.

## Geschichte
Die Geschichte der älteren zivilen Wetterdienste Italiens und der Wetterdienste der Teilstreitkräfte ist Teil der Geschichte des Wetterdienstes der italienischen Luftwaffe, in dem sie alle aufgegangen sind. Im Bereich dieser geschichtlichen Entwicklung gab es das zivile, 1876 gegründete „Königliche Zentralbüro für Meteorologie“ (und dessen kirchliche Vorläufer), aus dem zwischen 1923 und 1925 die zivile, interministerielle Organisation Servizio Meteorologico Nazionale entstand. Sie kam 1931 zum Luftfahrtministerium und wurde schrittweise militarisiert, was nach dem Zweiten Weltkrieg die Entstehung eines nationalen zivilen Wetterdienstes verhinderte.
Neben dem militärischen Wetterdienst, der auch der Allgemeinheit dient, entstanden in den italienischen Regionen, insbesondere in deren Umweltschutzbehörden oder auch bei deren Katastrophenschutzorganen, in den 1990er Jahren regionale Wetterdienste. Eine Zusammenarbeit dieser Wetterdienste gab es vor allem im Bereich des Katastrophenschutzes. Erste Versuche, mit diesen regionalen Wetterdiensten und anderen spezialisierten Stellen ein nationales Netzwerk zu bilden, wurde unter der Bezeichnung Servizio meteorologico nazionale distribuito oder „Dezentraler Nationaler Wetterdienst“ unternommen, führte jedoch bis 2013 zu keinen konkreten Ergebnissen.
Mit dem Haushaltsgesetz für 2018 wurde am 27. Dezember 2017 rechtlich ItaliaMeteo gegründet. Die Erarbeitung und Verabschiedung der Satzung und der Geschäftsordnung der neuen Körperschaft, die in Abstimmung mit den Regionen und autonomen Provinzen erfolgte, sowie die materielle Einrichtung der Agentur, zogen sich bis 2022 hin. Im Gegensatz zum Wetterdienst der italienischen Luftwaffe und dessen zivilen Vorgängern handelt es sich bei ItaliaMeteo um den Abschluss eines von unten gewachsenen Wetterdienstnetzwerkes, das sich organisatorisch am Vorbild der nationalen Umweltschutzbehörde ISPRA und dessen Netzwerk regionaler Umweltschutzbehörden orientiert hat.

## Dienstsitz
Der Dienstsitz von ItaliaMeteo befindet sich zusammen mit anderen wissenschaftlichen Stellen im nordöstlich der Stadtmitte von Bologna gelegenen Tecnopolo. Es handelt sich um eine renovierte und umgebaute ehemalige Tabakmanufaktur. In der Nähe mündet die Autobahn A13 in die Adriaautobahn A14 (Nordumfahrung RA1).